# Okres Praha-východ

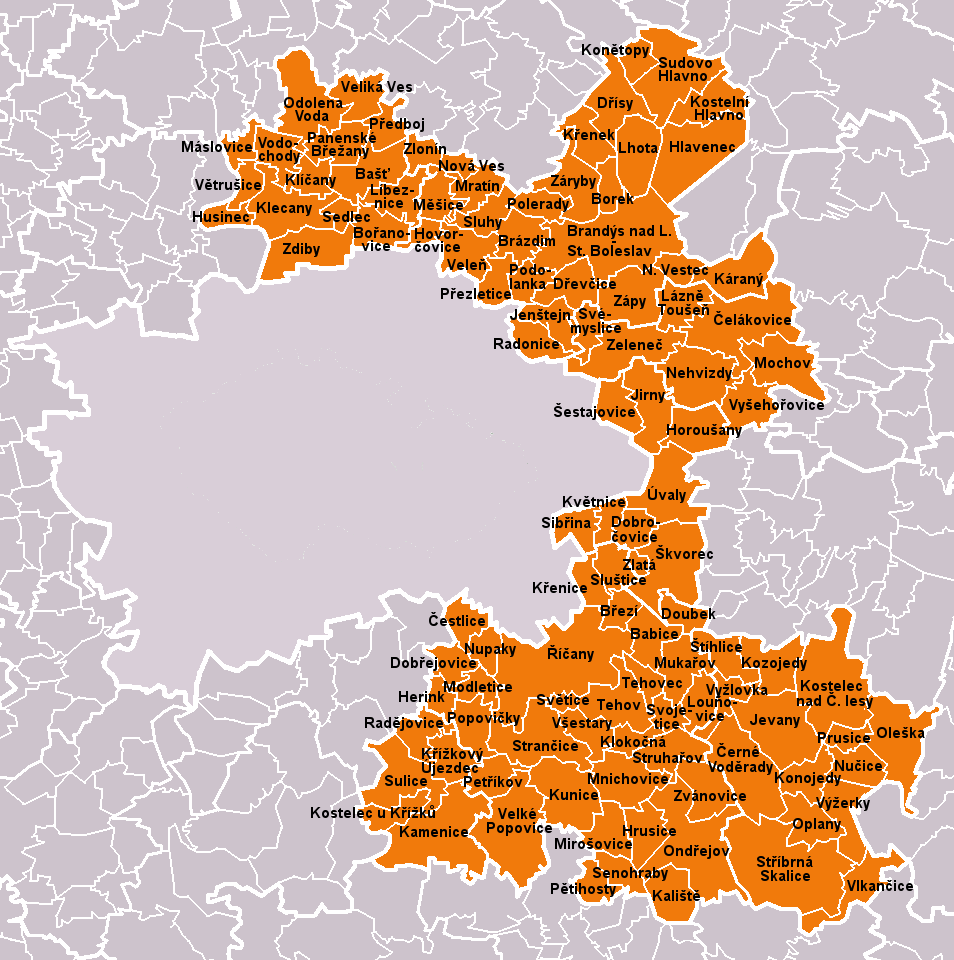
Städte und Gemeinden des Bezirks

Der Okres Praha-východ (Bezirk Prag-Ost) befindet sich in der Mittelböhmischen Region. Er erstreckt sich über 755 km² und besteht aus 110 Gemeinden.
Der Okres Praha-východ gehört zum Středočeský kraj rings um die Hauptstadt Prag. Im Norden liegt die Ebene von Brandýs, im Süden beginnen die Hügel des Böhmischen Massivs.
Im Bezirk leben rund 100.000 Einwohner, davon die Hälfte in den sieben Städten Brandýs nad Labem-Stará Boleslav, Říčany, Čelákovice, Úvaly, Klecany, Odolena Voda und Mnichovice.
Die Geschichte der Industrialisierung in diesem Gebiet beginnt mit dem Bau des Ringhoffer Hammerwerkes in Kamenice 1825. Es war der Beginn der Buntmetallverarbeitung. Daneben entwickelten sich Maschinenbau, Lebensmittel- und holzverarbeitende Industrie. Größter Arbeitgeber ist der Flugzeugbauer Aero Vodochody. Neben Industriebetrieben haben sich im Bezirk auch Forschungsinstitute und wegen der Nähe zu Prag auch Handelsketten (Billa in Modletice, Plus-Discount in Radonice, Penny Market in Jirná, Mountfield in Mnichovice) angesiedelt.
53 Prozent der Bevölkerung sind Arbeitnehmer, davon 22 Prozent in der Industrie und knapp 3 Prozent in der Landwirtschaft. Durch das Angebot bebaubarer Grundstücke steigt die Anzahl der Bewohner, aber auch das Lebensniveau. So ist der Bruttoarbeitslohn mit 18.594 Kronen nach Prag der zweithöchste in Tschechien. Die Arbeitslosenzahl ist mit einer Quote von 3,8 Prozent niedrig.
Die stark kultivierte Gegend hat nur noch wenige Naturschutzgebiete. Das bekannteste ist Větrušická rokle mit seinen Felsformationen am rechten Ufer der Moldau.

## Sehenswürdigkeiten
Zu den historischen Sehenswürdigkeiten im Bezirk gehören u. a.:
- in Stará Boleslav die Kirche des Hl. Wenzel, errichtet durch Herzog Břetislav I.,
- in Brandýs nad Labem das Schloss. Es wurde auf dem Platz einer ehemaligen Burg erbaut und war bis 1918 Eigentum des Kaisers und beliebter Sitz Rudolfs II.
- Die Ruine der Burg Jenštejn wurde im 14. Jahrhundert durch Paul von Wlašim, dem Vater des Prager Erzbischofs Johann von Jenstein, erworben. Danach benannte sich dieser Zweig der Familie von Wlašim nach der Burg von Jenstein.
- Die Schlösser Jirny, Otice, Panenské Břežany, Pyšely, Měšice, Štiřín.

## Städte und Gemeinden
Babice, Bašť, Bořanovice, Borek, Brandýs nad Labem-Stará Boleslav, Brázdim, Březí, Čelákovice, Černé Voděrady, Čestlice, Dobročovice, Dobřejovice, Doubek, Dřevčice, Dřísy, Herink, Hlavenec, Horoušany, Hovorčovice, Hrusice, Husinec, Jenštejn, Jevany, Jirny, Kaliště, Kamenice, Káraný, Klecany, Klíčany, Klokočná, Konojedy, Konětopy, Kostelec nad Černými Lesy, Kostelec u Křížků, Kostelní Hlavno, Kozojedy, Křenek, Křenice, Křížkový Újezdec, Kunice, Květnice, Lázně Toušeň, Líbeznice, Lhota, Louňovice, Máslovice, Měšice, Mirošovice, Mnichovice, Modletice, Mochov, Mratín, Mukařov, Nehvizdy, Nová Ves, Nový Vestec, Nučice, Nupaky, Odolena Voda, Oleška, Ondřejov, Oplany, Panenské Břežany, Pětihosty, Petříkov, Podolanka, Polerady, Popovičky, Předboj, Přezletice, Prusice, Radějovice, Radonice, Říčany, Sedlec, Senohraby, Sibřina, Sluhy, Sluštice, Štíhlice, Strančice, Stříbrná Skalice, Struhařov, Sulice, Svémyslice, Světice, Svojetice, Šestajovice, Škvorec, Sudovo Hlavno, Tehov, Tehovec, Úvaly, Veleň, Veliká Ves, Velké Popovice, Větrušice, Vlkančice, Vodochody, Všestary, Vyšehořovice, Výžerky, Vyžlovka, Záryby, Zápy, Zdiby, Zeleneč, Zlatá, Zlonín, Zvánovice